# Короткокрылая поганка
Короткокрылая поганка (лат. Rollandia microptera) — вид водоплавающих птиц из семейства поганковых (Podicipedida). Утратили способность к полёту. Основная часть популяции обитает на озере Титикака и в нескольких смежных с ним водоёмах на территории Перу и Боливии. Положение вида признаётся угрожаемым. Раньше вид выделяли в монотипический род Centropelma.

## Питание
Основу диеты составляет рыба. При этом длина добычи должна быть меньше примерно 15 см.

## Размножение
Сведения о размножении этих птиц пока недостаточно точны. Считается, что пары предпринимают попытку вывести птенцов каждый год, а выводок состоит из двух птенцов, но может достигать четырёх. Чёткого сезона размножения, скорее всего, нет, однако в декабре замечена особая активность поганок в этой сфере. Взрослыми молодые птицы становятся, вероятно, до достижения возраста в один год.